# Another Stranger Me
Another Stranger Me – singel grupy muzycznej Blind Guardian pochodzący z albumu A Twist in the Myth.

## Utwory
1. Another Stranger Me –  04:35
2. All The King’s Horses –  04:11
3. Dream A Little Dream Of Me – 03:22
4. Lionheart (Demo) – 04:10
5. The Edge (Demo) –  04:27